# Abronia argillosa
Abronia argillosa är en underblomsväxtart som beskrevs av Stanley Larson Welsh och Sherel Goodrich. Abronia argillosa ingår i släktet Abronia och familjen underblomsväxter. Inga underarter finns listade i Catalogue of Life.